# Мамалуй Олександр Олексійович
Мамалу́й Олекса́ндр Олексі́йович (24 жовтня 1974, Харків) — заступник Голови Верховного Суду, майор Збройних сил України. Учасник війни на сході України та російсько-української війни, повний кавалер ордена «За мужність».

## Життєпис
В 1996 році з відзнакою закінчив Національну юридичну академію України імені Ярослава Мудрого за спеціальністю «Правознавство».
В 2012 році закінчив економічний факультет Харківського національного університету імені В. Н. Каразіна за спеціальністю «Фінанси».
27 листопада 2001 року призначений суддею Господарського суду Харківської області.
10 листопада 2017 року призначений суддею Верховного Суду.
Призваний до Збройних сил України в перший день мобілізації — 18 березня 2014 року у званні солдата. З червня 2014 року — снайпер роти снайперів (надалі — заступник командира взводу роти снайперів) 93-ї гвардійської окремої механізованої бригади. У складі своєї бригади з 12 липня 2014 року по 3 березня 2015 року брав участь у визволенні та подальшій обороні с. Піски, Первомайське, Нетайлове, Опитне, Водяне, м. Авдіївка, обороні Донецького аеропорту.
9 березня 2015 року демобілізований у званні сержанта.
23 квітня 2015 року мобілізований до лав Державної прикордонної служби України.
Снайпер контрснайперської групи відділення вогневих засобів мобільної прикордонної застави (окремого відділу). З липня по грудень 2015 року виконував бойові завдання в зоні антитерористичної операції.
5 липня 2016 року сержант Мамалуй знов демобілізований. Направлений на короткострокові курси підготовки офіцерів запасу при Національному університеті оборони України імені Івана Черняховського (спеціальність «Бойове застосування механізованих з'єднань, військових частин і підрозділів»). У лютому 2017 року закінчив курси з присвоєнням первинного офіцерського звання «молодший лейтенант».
7 квітня 2022 року Олександра Мамалуя було мобілізовано втретє. У складі зведеної снайперської групи Сухопутних військ Збройних Сил України брав безпосередню участь в бойових діях проти російських загарбників в Харківській, Луганській та Донецькій областях.
6 жовтня 2023 року Пленум Верховного Суду обрав Олександра Мамалуя на посаду заступника Голови Верховного Суду.
8 січня 2024 року майор Мамалуй звільнений з військової служби в запас з правом носіння військової форми одягу.

## Діяльність
Почесний донор України. Здійснив понад 100 безкоштовних донацій крові та її компонентів для потреб українських військових шпиталів та дитячих лікарень[джерело?].

## Нагороди
- Орден «За мужність» I ступеня[3] (2023)
- Орден «За мужність» II ступеня[4] (2022)
- Орден «За мужність» III ступеня[5] (2015)
- Відзнака Державної прикордонної служби України За мужність в охороні державного кордону" (2016)
- Відзнака Міністерства оборони України «Вогнепальна зброя» (2015)
- Відзнака Президента України «За участь в антитерористичній операції» (2016)
- Почесний нагрудний знак Головнокомандувача ЗСУ «Срібний хрест» (2023)
- Почесний громадянин міста Харкова (2024)